# Diogo Jota
Diogo José Teixeira da Silva (Porto, 4. prosinca 1996. – Zamora, 3. srpnja 2025.) bio je portugalski nogometaš koji je igrao na poziciji napadača i lijevog krila.
Kao 28-godišnjak poginuo je sa svojim bratom u prometnoj nesreći u Zamori.

## Klupska karijera
Jota je karijeru započeo u Paços de Ferreiri, prije nego što je 2016. potpisao za Atlético Madrid, klub iz La Lige. Nakon dvije sezone, posuđen je Portu 2016. i Wolverhampton Wanderersu 2017. Nakon što im je pomogao u promociji u Premier ligu, pridružio se klubu 2018. za navodni iznos od 14 milijuna eura i za njih je odigrao 131 utakmicu, postigavši 44 gola. Godine 2020. potpisao je za Liverpool za navodni iznos od 41 milijuna funti. Odigrao je 182 utakmice i postigao 65 golova tijekom pet sezona za Liverpool, pomažući im da osvoje naslov prvaka Premier lige u sezoni 2024./25., jedan FA kup i dva EFL kupa.

## Reprezentativna karijera
Od omladinskih selekcija nastupao je za selekcije do 19, 21 i 23 godine. Debitirao je za seniorsku reprezentaciju u studenom 2019. Bio je dio portugalske momčadi na Europskom prvenstvu 2020. i 2024.). Također je osvojio UEFA Ligu nacija 2019. i 2025.